# Sandstone Amphitheater
Das Sandstone Amphitheater (auch bekannt als Providence Medical Center Amphitheater, Sandstone Center for the Performing Arts, Verizon Wireless Amphitheater, Capitol Federal Park at Sandstone und Cricket Wireless Amphitheater) ist ein Amphitheater in Bonner Springs.

## Geschichte und Nutzung
Die Freiluftarena wurde von Bird Engineering entworfen und in den Jahren 1983 bis 1984 erbaut. Renoviert wurde das Amphitheater 2008 und 2016. Es ist in Besitz der Regierungen von Kansas City und Wyandotte County und wurde als Sandstone Center for the Performing Arts gegründet. Im Verlauf der Jahre entwickelten sich Spitznamen wie Sandstone Amphitheater, Sandstone Center for the Performing Arts und Capitol Federal Park at Sandstone für das Theater. Mit wechselnden Betreibern und Sponsoren änderten sich die Namen des Veranstaltungsortes zu Cricket Wireless Amphitheater, Verizon Wireless Amphitheater und Providence Medical Center Amphitheater. Es bietet Platz für 18.000 Zuschauer.
Der britische Rockmusiker Eric Clapton trat im Rahmen seiner Journeyman World Tour 1990 im ausverkauften Amphitheater auf.